# Aït Oumalou (Algérie)
Ne doit pas être confondu avec Aït Oumalou (Maroc).
Aṭ Umalu est une commune de la wilaya de Tizi Ouzou, dans la région de Grande Kabylie en Algérie.
Aṭ Umalu est aussi une tribu (Âarc ou Âarchs) de grande Kabylie rattachée à la confédération (taqbilt) des Aït Iraten dont le territoire aujourd'hui est reconnu en tant que commune de la daïra de Tizi Rached.

## Géographie

### Situation
La commune d'Aṭ Umalu se situe au centre de la wilaya de Tizi Ouzou. Elle est délimitée par :
| Tizi Rached         | Tizi Rached   | Mekla         |
| Larbaâ Nath Irathen | Aït Oumalou   | Mekla         |
| Larbaâ Nath Irathen | Aït Aggouacha | Aït Aggouacha |

### Villages de la commune
En 1984, la commune d'Aṭ Umalu est constituée à partir des localités suivantes :
- Aboudda Bouadda
- Aboudda Oufella
- Afernakou
- Agouni Bouragh (chef-lieu)
- Aït Abdelkader
- Arous
- Boudjeha
- Ifnaïen
- Taguemount-Ihaddaden
- Issahnounene
- Sidi Yacoub
- Tablabalt
- Tadert Bouada
- Tadert Oufella
- Tala T'Ziri Thanouarth
- Tigrouine

## Toponymie
Le mot Amalou dans la langue locale et le pays montagneux, signifie ou désigne le côté caché au soleil ou manquant de lumière, autrement l'ubac. Ceci en opposition à l'autre côté appelé Assammer qui est l'adret ou le côté exposé au soleil et qui se situe à l'autre côté du territoire de la même confédération d'appartenance. Ce qui a donné: At Oumalou: les gens de l'ubac; At Ousammer: les gens de l'adret[réf. nécessaire].

## Histoire
La commune d'Aṭ Umalu a été à la pointe du combat durant la guerre de libération nationale ; chaque village a eu son lot de martyrs ; mais ce qui distingue cette commune ; c'est qu'elle a donné plus de cinq dirigeants de l'organisation pionnière dans la quête de l'indépendance nationale, à savoir l'étoile nord africaine, de fait parmi ces principaux responsables, il y a lieu de citer Temzi Tahar, Radjef Belkacem Messaoui Rabah, Imache Ali, Iffour Rabah; et Si Djillani Mohand Said. Tous ces responsables sont originaires d'Ait Oumalou et Messaoui Rabah est d'ailleurs mort durant la Seconde Guerre mondiale à Paris.
La commune est aussi connu pour avoir enfanté Cherif Mellal ancien président de la Js Kabylie le plus grand club d’Algérie.